# بلکارا
بلکارا (به انگلیسی: Belcarra) یک روستا در کانادا است که در مترو ونکوور واقع شده‌است.
بلکارا در ساحل ایندین آرم، و در ورودی شاخاب بورارد در استان بریتیش کلمبیا قرار دارد و بخشی از مترو ونکوور است. بلکارا در شمال غربی پورت مودی و در شرق منطقه دیپ کوو از نورث ونکوور واقع شده‌است. این روستا تا حد زیادی منطقه مسکونی خوابگاهی برای ونکوور و حومه آن بشمار می‌رود.

## خصوصیات
بلکارا ۵٫۵۰ کیلومترمربع مساحت و ۶۴۴ نفر جمعیت دارد و ۳۰ متر بالاتر از سطح دریا واقع شده‌است.